# Khe Sanh ostroma
Khe Sanh ostroma egy 1968. január 21. és április 8. között 77 napig tartó összecsapás volt a vietnámi háború során az (Észak-)Vietnámi Néphadsereg, a Nemzeti Felszabadítási Front, illetve a Khe Sanh melletti amerikai tüzérségi támogató bázison szolgáló tengerészgyalogos csapatok között. A támaszpont ostroma 77 napig tartott, de a tengerészgyalogosok sikeresen megvédték.

## A Khe Sanh-i bázis
1968-ra az amerikai hadvezetés egyetértett abban, hogy a bázist minden körülmények között meg kell védeni. A támaszpont fontos szerepet töltött be a Laoszból a Ho Si Minh-ösvényen keresztül beszivárgó észak-vietnámi csapatok felderítésében, bár nem volt képes magát a beszivárgást megakadályozni. A támaszpontot két tengerészgyalogos ezred védte.

## Az ostrom
1968. január 21-én az (Észak-)Vietnámi Néphadsereg (ÉNH) 20 000 fős egysége megtámadta a demilitarizált övezet közvetlen közelében található stratégiai fontosságú amerikai tüzérségi támogató bázist Khe Sanh-nál. A támaszponton szolgáló 5000 katona hamarosan körbezárva és ostrom alatt találta magát. Az amerikai média azonnal az 1954-es Điện Biên Phủ-i csatát kezdte el emlegetni, ahol az ÉNH megsemmisítő vereséget mért a franciákra. Johnson elnök személyesen intézkedett, hogy tengerészgyalogos erősítés érkezzen az ostromlott bázishoz. Garanciát kért az Egyesített Vezérkartól, hogy a Khe Sanh-i bázis semmilyen körülmények között nem fog elesni.
Khe Sanh ostroma végül 77 napig tartott (hivatalosan április 15-én ért véget), amely során az amerikai légierő 110 000 tonna bombát dobott a térségre. Az ÉNH vesztesége több mint 1000 fő volt, míg a bázist védő tengerészgyalogosok és az erősítésként érkező 1. lovashadosztály összesen 92 embert veszített.